# Sharadindu Bandyopadhyay
Pour les articles homonymes, voir Bandyopadhyay.
Sharadindu Bandyopadhyay (bengali : শরদিন্দু বন্দোপাধ্যায়), est un romancier et écrivain bengali né le 30 mars 1899 à Jawnpur (Inde) et décédé le 22 septembre 1970 à Pune (Inde). Il est notamment connu pour avoir créé le personnage du détective Byomkesh Bakshi dont les aventures ont été adaptées de nombreuses fois au cinéma, entre autres par Satyajit Ray, Rituparno Ghosh et Dibakar Banerjee.
Il a écrit des romans historiques, des pièces de théâtre et des scénarios de films, mais il est célèbre pour ses romans et nouvelles.

## Œuvres

### Historiques
- Kaler Mandira [কালের মন্দিরা] (1951)
- GaurMallar [গৌড়মল্ললার] (1954)
- Tumi Sandhyar Megh [তুমি সন্ধ্যার মেঘ] (1958)
- Kumarsambhaber Kabi [কুমারসম্ভবের কবি] (1963)
- Tungabhadrar Teere [তুঙ্গভদ্রার তীরে] (1965)

### Social
- Jhinder Bondi [ঝিন্দের বন্দী]
- Dadar Kirti [দাদার কীর্তি]

### Nouvelles
- Jatismar [জাতিস্মর] (1933)
- Chuya-Chandan [চুয়া-চন্দন] (1935)
- BishKonya [বিষকন্যা] (1942)
- Sada Prithibi [সাদা পৃথিবী] (1948)
- Emon Dine [এমন দিনে] (1963)
- ShankhaKankan [শঙ্খকঙ্কণ] (1963)
- Kortar Kirti [কর্তার কীর্তি]
- Timingil [তিমিঙ্গিল]
- Protidwondee [প্রতিদ্বন্দী]
- Adim Nrityo [আদিম নৃত্য]
- Kutub Shirshe [কুতুব শীর্ষে]
- Vendeta [ভেনডেটা]
- Mone Mone [মনে মনে]
- Jhi [ঝি]
- Toothbrush [টুথব্রাশ]
- Arob Sagorer Rosikota [আরব সাগরের রসিকতা]
- Premik [প্রেমিক]
- Roopkotha [রূপকথা]
- GronthiRohosyo [গ্রন্থিরহস্য]
- Bhutor Chondrobindu [ভূতোর চন্দ্রবিন্দু]
- SondehoJonok Byapar [সন্দেহজনক ব্যাপার]
- Sekalini [সেকালিনী]
- Asomapto [অসমাপ্ত]
- Mukhos [মুখোস]
- Poriksha [পরীক্ষা]
- Vokti Vajon [ভক্তি ভোজন]
- Bohu Bighnani [বহু বিঘ্নানি]